# Nouvoitou
Nouvoitou (bretonisch: Neveztell) ist eine französische Gemeinde mit 3.732 Einwohnern (Stand: 1. Januar 2022) im Département Ille-et-Vilaine in der Region Bretagne; sie gehört zum Arrondissement Rennes und zum Kanton Janzé.
Die Einwohner werden Nouvoitouciens genannt. 

## Geographie
Nouvoitou liegt etwa zwölf Kilometer südöstlich von Rennes am Fluss Yaigne, der hier in die Seiche mündet.

### Nachbargemeinden
Umgeben ist Nouvoitou von den Nachbargemeinden Domloup im Norden, Châteaugiron im Osten und Nordosten, Amanlis im Südosten, Corps-Nuds im Süden, Saint-Armel im Südwesten sowie Vern-sur-Seiche im Westen und Nordwesten.

## Bevölkerungsentwicklung
| Jahr      | 1962 | 1968 | 1975 | 1982 | 1990 | 1999 | 2006 | 2012 |
| Einwohner | 1169 | 1125 | 1157 | 1615 | 2348 | 2556 | 2904 | 2842 |

## Sehenswürdigkeiten
- Kirche Saint-Martin

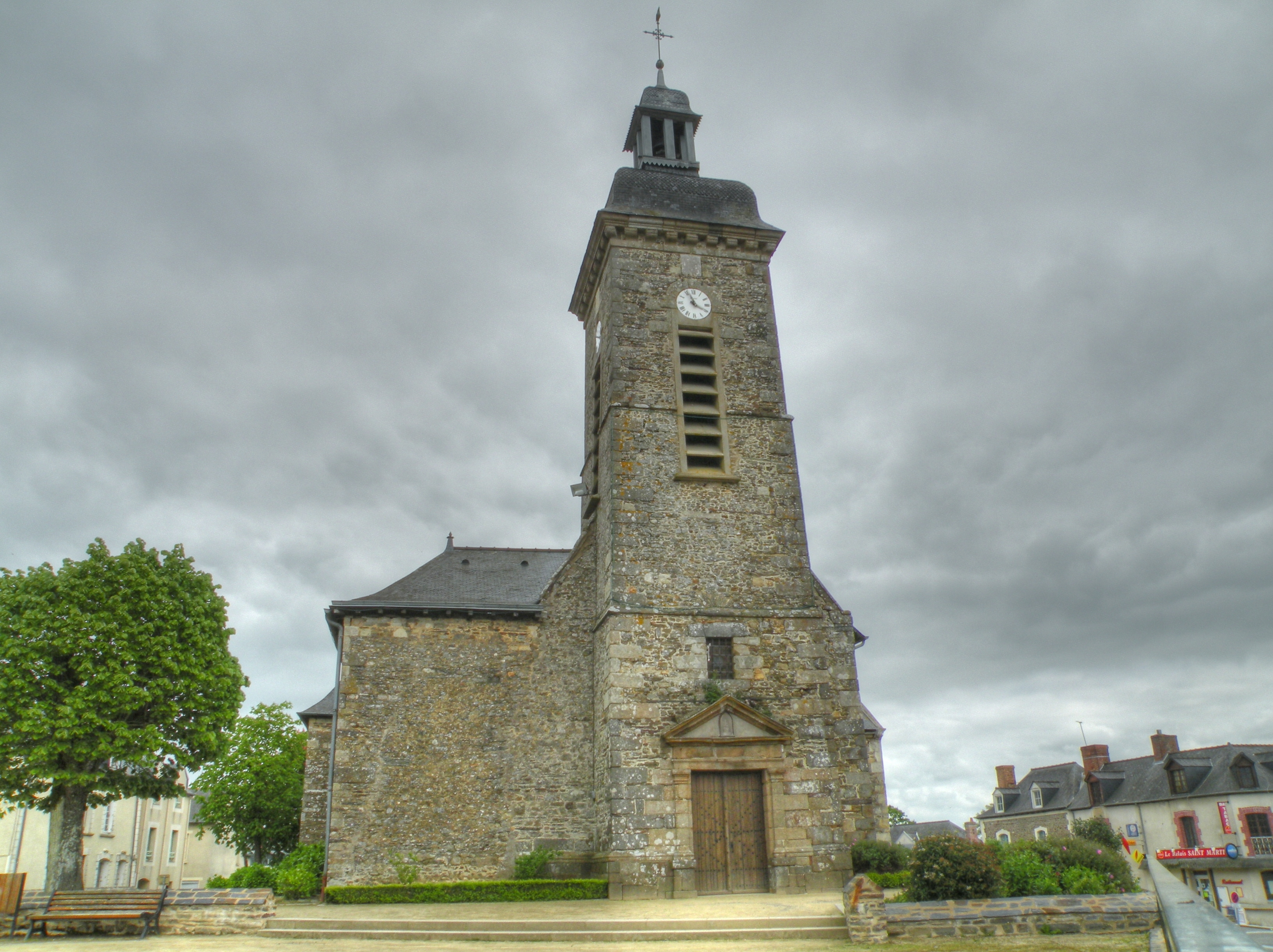
Kirche Saint-Martin

- Friedhofskreuz aus Granit, seit 1907 Monument historique
- Schloss und Herrenhaus La Porte
- Schloss La Guillardière